# Ântimo IV de Constantinopla
Ântimo IV de Constantinopla (em grego: Ἄνθιμος Δ'; 1785 – 1878) foi patriarca ecumênico de Constantinopla duas vezes, entre 1840 e 1841 e entre 1848 e 1852. 

## História
Ântimo nasceu em Istambul e serviu como chanceler do Patriarcado Ecumênico antes de ser eleito bispo metropolitano de Icônio, onde serviu entre 1825 e 1835, depois Lárissa, entre 1835 e 1837 e finalmente Nicomédia entre 1837 e 1840.
Em 1840, Ântimo foi eleito patriarca em 1840, mas foi dispensado pelo sultão otomano Abdul Mejide I em 1842 e se retirou para as Ilhas dos Príncipes, no mar de Mármara. Ele foi eleito novamente em 1848 e, durante seu segundo mandato, realizou negociações secretas com a Igreja da Grécia, que havia se declarado autocéfala em 1833. Em 1850, Ântimo publicou um "Ato patriarcal e sinódico" declarando que esta autocefalia estava de acordo com o direito canônico.
Finalmente, Ântimo acabou dispensado novamente em 1852 e se retirou novamente para as Ilhas dos Príncipes, onde permaneceu até 1878, quando morreu.